# Келли, Наталия
Наталия Келли (англ. Natália Kelly; род. 18 декабря 1994 года в Коннектикуте, Соединённые Штаты Америки) — австрийская певица американского происхождения, которая представила Австрию на популярном конкурсе песни «Евровидение 2013», где выступила в первом полуфинале с песней «Shine», однако песня в финал не прошла.

## Биография
Юная австрийская певица Наталия Келли родилась 18 декабря 1994 года в американском штате Коннектикут. Мать девушки родом из Бразилии, а отец – американский предприниматель. В пятилетнем возрасте Наталия Келли вместе со своей семьёй переехала в Австрию, в город Бад-Фёслау.
Наталия Келли увлеклась музыкой и пением с самого раннего детства. Когда девочке было десять лет, она выступала в музыкальной постановке «За восемьдесят дней вокруг света». В том же возрасте Наталья Келли в дуэте с Мануэлем Гутлебом приняли участие в детском песенном конкурсе, который проводил телевизионный канал ORF. Конкурс назывался «Kiddy contest», и Наталия со своим партнёром сумели завоевать в нём второе место.
В течение двух лет Наталия Келли пела в музыкальной группе «Gimme 5». Эта детская группа в основном исполняла каверы популярных австрийских песен.
Одновременно Наталия Келли участвовала в различных музыкальных конкурсах, таких как «Пой и побеждай», «Шоу для детей», «Прима Ла Музыка». В последнем конкурсе Келли заняла третье и второе места в 2008 и 2010 годах соответственно. За указанный период Европейский танцевальный союз три раза признавал Наталию Келли самой лучшей вокалисткой мира.
Два года назад Наталия Келли одержала верх в австрийском музыкальном конкурсе «Голос», после чего было принято решение о том, что Наталия Келли будет представлять Австрию на европейском музыкальном конкурсе в шведском городе Мальмё «Евровидение-2013».

## Дискография

### Альбомы
| Название      | Детали                                                                                         |
| ------------- | ---------------------------------------------------------------------------------------------- |
| Natália Kelly | - Дата выхода: 12 апреля 2013 - Лейбл: Universal Music Austria - Форматы: CD, Digital download |

### Синглы
| Год  | Сингл          | Позиции в чартах | Альбом        |
| Год  | Сингл          | AUT              | Альбом        |
| ---- | -------------- | ---------------- | ------------- |
| 2013 | «Shine»        | 26               | Natália Kelly |
| 2013 | «Face the Day» | –                | Natália Kelly |